# Sidensjön
Sidensjön är en sjö i Vännäs kommun i Västerbotten och ingår i Umeälvens huvudavrinningsområde. Sjön har en area på 0,0894 kvadratkilometer och ligger 133,2 meter över havet. Sjön avvattnas av vattendraget Sågbäcken. Vid provfiske har abborre och gädda fångats i sjön.

## Delavrinningsområde
Sidensjön ingår i det delavrinningsområde (709271-169683) som SMHI kallar för Utloppet av Sidensjön. Medelhöjden är 151 meter över havet och ytan är 0,97 kvadratkilometer. Det finns inga avrinningsområden uppströms utan avrinningsområdet är högsta punkten. Sågbäcken som avvattnar avrinningsområdet har biflödesordning 3, vilket innebär att vattnet flödar genom totalt 3 vattendrag innan det når havet efter 48 kilometer. Avrinningsområdet består mestadels av skog (88 procent). Avrinningsområdet har 0,09 kvadratkilometer vattenytor vilket ger det en sjöprocent på 9 procent.